# Eurata baeri
Eurata baeri là một loài bướm đêm thuộc phân họ Arctiinae, họ Erebidae.